# Marcipa bernardii
Marcipa bernardii is een vlinder uit de familie spinneruilen (Erebidae). De wetenschappelijke naam is voor het eerst geldig gepubliceerd in 1974 door Pelletier.
De soort komt voor in tropisch Afrika.